# Küsten-Banschaft

Küsten-Banschaft innerhalb des Königreichs Jugoslawien

Banschaft Primorska

Die Küsten-Banschaft (serbokroatisch Приморска бановина Primorska banovina) war eine der neun Banschaften des Königreichs Jugoslawien, welche am 3. Oktober 1929 gebildet wurden. Sie hatte eine Fläche von 19.653 km² und 901.660 Einwohner. Die Hauptstadt war Split (Spalato). Die Banschaft umfasste das mittlere und nördliche Dalmatien und die westliche und zentrale Herzegowina und damit Teile der heutigen Staaten Kroatien und Bosnien und Herzegowina.

## Geschichte
Die Banschaft Primorska entstand 1929 mit der Reorganisation des jugoslawischen Staates vom Königreich der Serben, Kroaten und Slowenen in das Königreich Jugoslawien unter Alexander I.
Die Banschaft Küste entstand 1929 mit der Reorganisation des jugoslawischen Staates vom Königreich der Serben, Kroaten und Slowenen in das Königreich Jugoslawien unter Alexander I. Die Grenzziehung der Banschaften, die ethnische Zugehörigkeiten ignorierte und die kroatische Bevölkerung auf die Banschaften Küste und Save aufteilte, sorgte bei diesen für Unmut. Außerdem standen den beiden mehrheitlich kroatischen Bandschaften sechs Banschaften mit serbischer Bevölkerungsmehrheit sowie eine serbisch dominierte Zentralregierung gegenüber. Für viele Kroaten unterstrichen die Grenzen der neun Banschaften die hegemoniale Stellung der serbischen Bevölkerungsgruppe. Mit dem serbisch-kroatischen Ausgleich vom 26. August 1939, dem so genannten Sporazum, wurde die Banschaft Küste mit der Banschaft Save sowie kleineren Gebieten anderer Banschaften zur autonomen kroatischen Banschaft.